# Tiffany and Company Building
El Tiffany and Company Building  es un edificio histórico ubicado en Nueva York, Nueva York. Está inscrito como un Hito Histórico Nacional en el Registro Nacional de Lugares Históricos desde el 2 de junio de 1978. Stanford White de McKim, Mead & White fue el arquitecto del Tiffany and Company Building.